# 吉安市博物館
吉安市博物館在1996年建成。本来叫「毛主席吉安革命活動陳列館」，1977年更名「吉安革命歷史紀念館」，1980年再次更名「吉安博物館」，2001年2月更名為「吉安市博物館」。

## 開放景點
- 白鷺洲書院
- 鐘鼓樓（古時的青原台）
- 毛澤東、朱德舊居
- 吉州臨江古窯遺址

## 相關網站及参考资料
- 吉安市博物館簡介